# 茨城県道・栃木県道257号西小塙真岡線

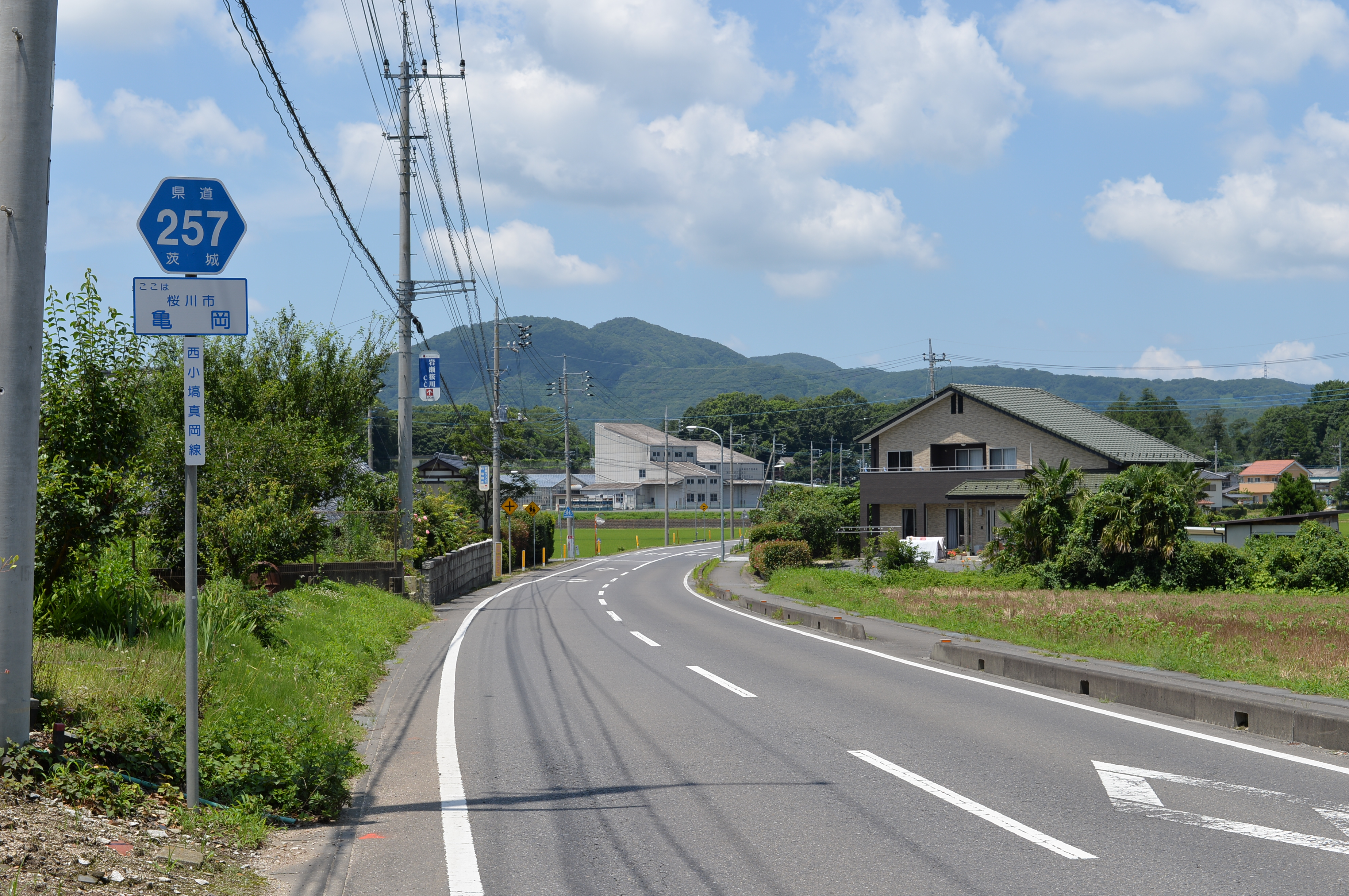
茨城県道257号西小塙真岡線・
桜川市亀岡（2014年7月）

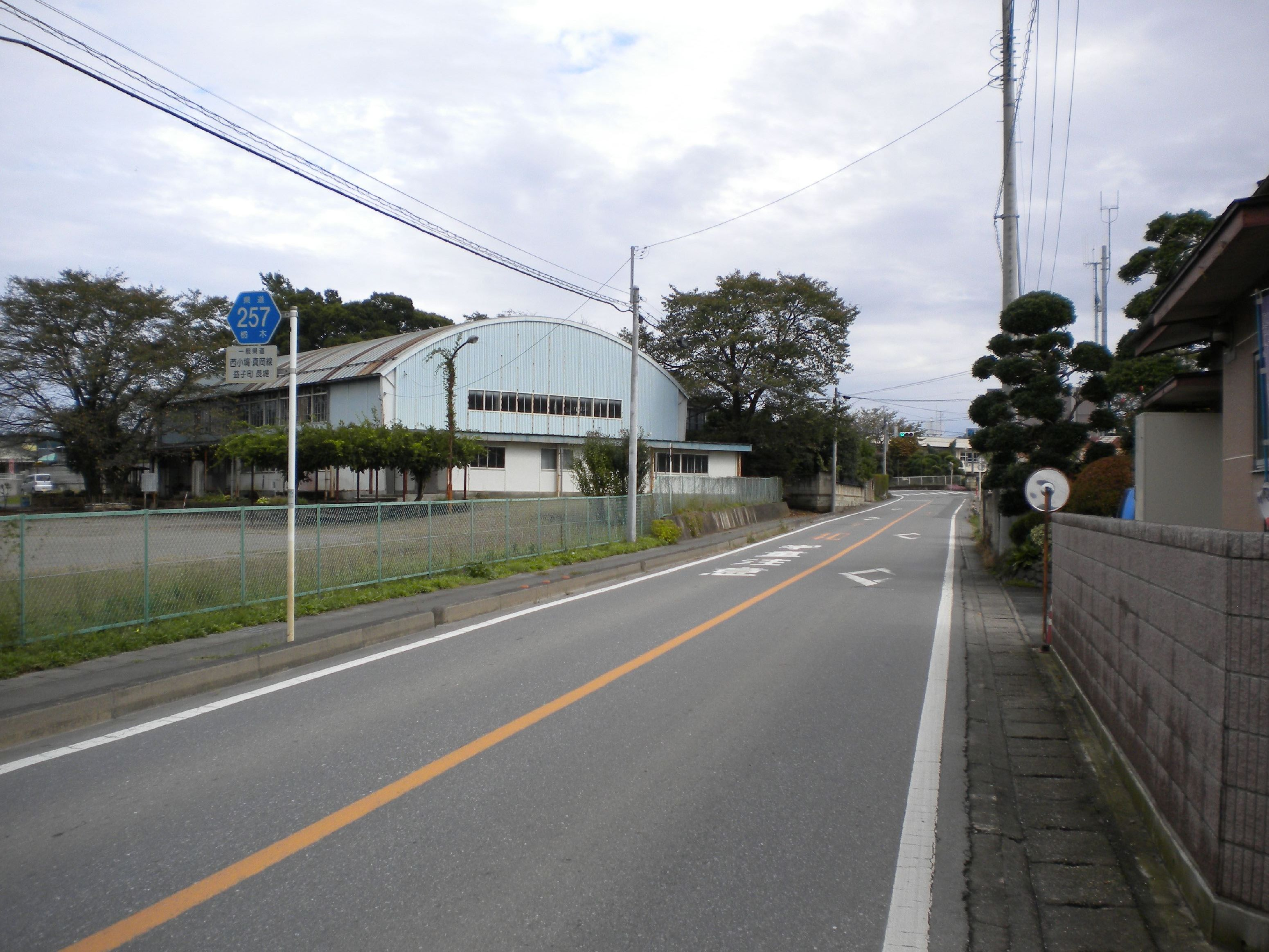
栃木県道257号西小塙真岡線
益子町長堤付近

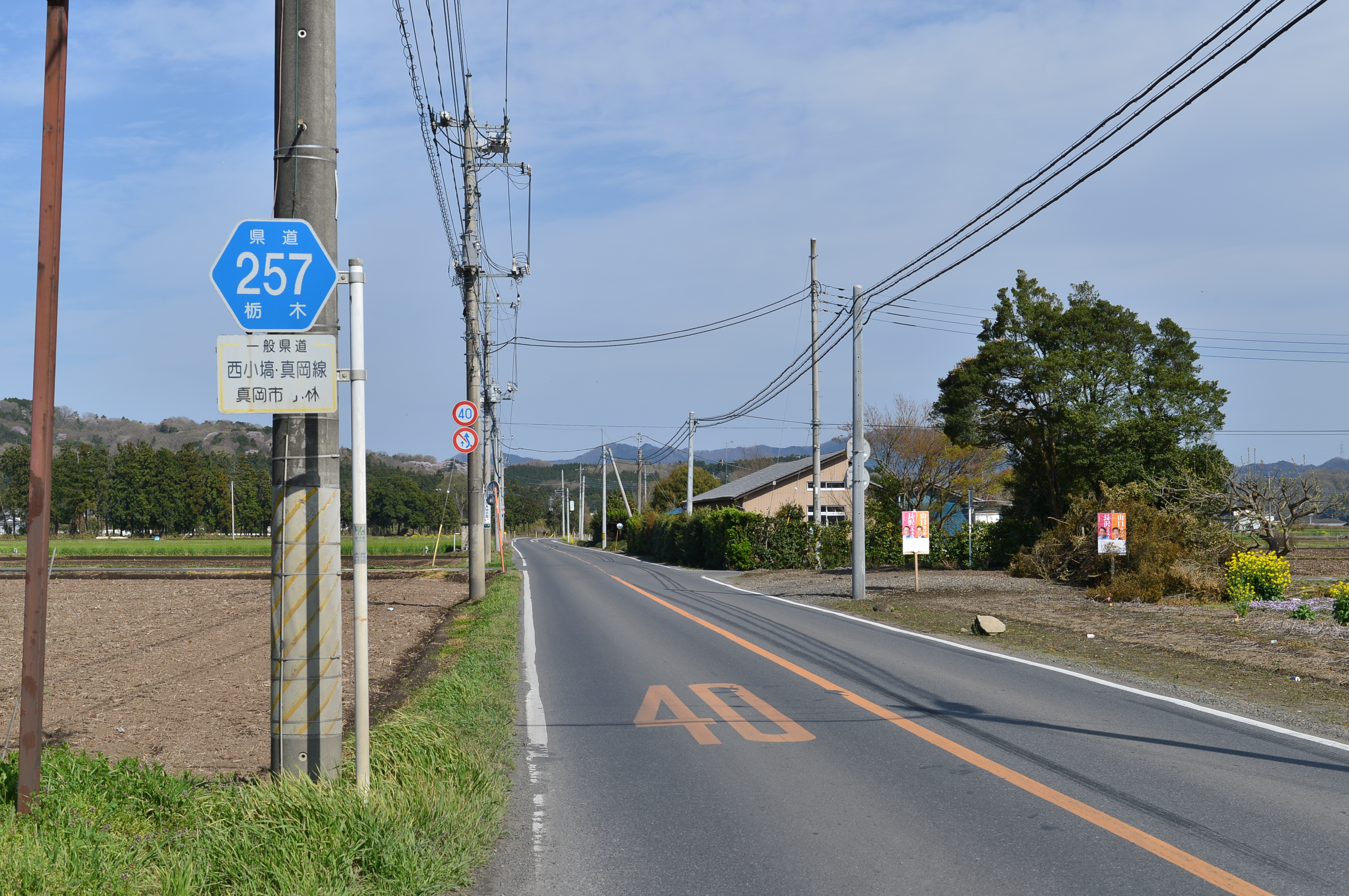
真岡市小林（2016年4月）

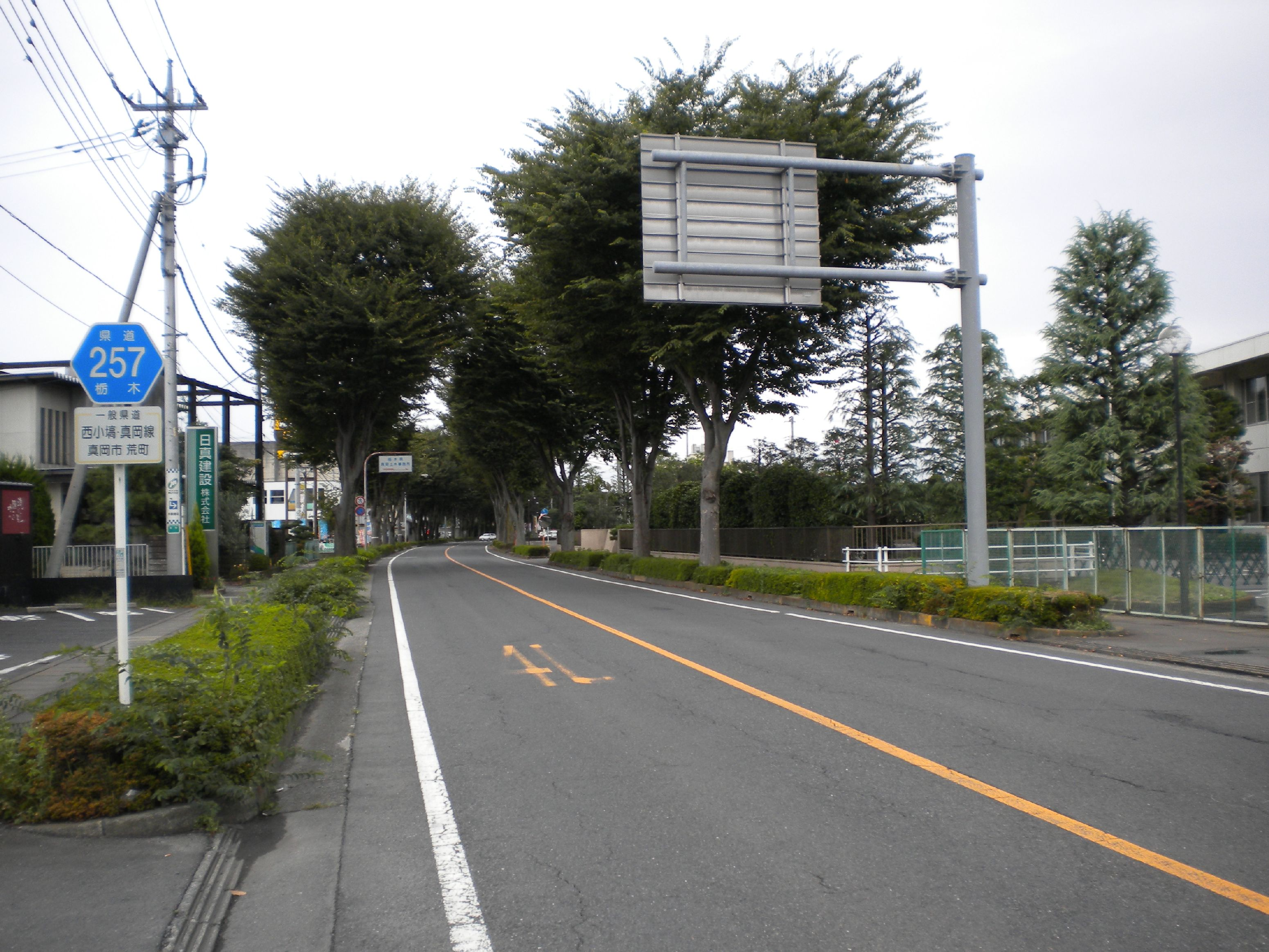
真岡市荒町付近

茨城県道・栃木県道257号西小塙真岡線（いばらきけんどう・とちぎけんどう257ごう にしこばなわもおかせん）は、茨城県桜川市から栃木県真岡市に至る一般県道である。

## 概要
茨城県桜川市東部（旧西茨城郡東那珂村→岩瀬町）から同市北東部（旧西茨城郡北那珂村→岩瀬町）地区、栃木県益子町南部の田野地区（旧田野村）を経由し真岡市市街地に至る道路。大部分の区間で片側1車線が確保されているが、益子町など一部区間にセンターラインのない区間が残る。

### 路線データ
- 起点：茨城県桜川市友部（羽黒交差点＝国道50号交点）
- 終点：栃木県真岡市荒町（荒町寿町交差点＝栃木県道46号宇都宮真岡線、栃木県道47号真岡上三川線交点）
- 総延長：18.439 km（茨城県区間：7.174 km[1]、栃木県区間：11.265 km[2]）
- 重用延長：*.* km（茨城県区間：0.0 km[1]、栃木県区間：*.* km）
- 未供用延長：なし（茨城県区間：0.0 km[1]、栃木県区間：*.* km）
- 実延長：18.407 km（茨城県区間：7.174 km[1]、栃木県区間：11.233 km[2]）
- 自動車交通不能区間延長[注釈 1]：*.* km（茨城県区間：0.0 km[1]、栃木県区間：*.* km）

## 歴史
1959年（昭和34年）10月14日、新たな県道として茨城県西茨城郡岩瀬町大字西小塙を起点とし、栃木県真岡市を終点とする区間を本路線とする県道西小塙真岡線として茨城県が県道路線認定した。
1995年（平成7年）に整理番号257となり現在に至る。

### 年表
- 1959年（昭和34年）10月14日
  - 茨城県が現在の路線を県道西小塙真岡線（図面対照番号231）として路線認定[3]。
  - 茨城県内の道路区域は、西茨城郡岩瀬町大字西小塙の二級国道前橋水戸線（現、国道50号）分岐から県界西茨城郡岩瀬町大字門毛までと決定された[4]。
- 1961年（昭和36年）4月1日：栃木県が一般県道として認定。
- 1970年（昭和45年）4月6日：国道50号の改築に伴い、起点側の道路を延長して茨城県西茨城郡岩瀬町大字友部地内の道路区域（297 m）を編入。起点が羽黒交差点になる[5]。
- 1990年（平成2年）4月9日：西茨城郡岩瀬町大字西小塙 - 大字南飯田の現道拡幅及びバイパス新設する道路区域が決定する[6]。
- 1995年（平成7年）3月30日：茨城県区間において、整理番号が整理番号287から現在の番号（整理番号257）に変更される[7]。
- 2009年（平成21年）4月1日：終点が真岡市市役所前交差点から荒町寿町交差点に変更される[8]。

## 路線状況

### 重複区間
- 茨城県道289号富谷稲田線（桜川市亀岡 - 同市南飯田：約1.1km）

### 道路施設
- 田野橋（小貝川、栃木県益子町 - 真岡市）

## 地理

### 通過する自治体
- 茨城県
  - 桜川市
- 栃木県
  - 芳賀郡益子町 - 真岡市

### 交差する道路
- 茨城県道289号富谷稲田線（桜川市亀岡 - 南飯田まで重複）
- 栃木県道・茨城県道286号深沢岩瀬線（桜川市門毛）
- 栃木県道297号山本下大羽線（芳賀郡益子町大字山本）
- 茨城県道・栃木県道41号つくば益子線（芳賀郡益子町大字長堤・長堤交差点）
- 栃木県道166号西田井二宮線（真岡市小林・小林北交差点）
- 国道294号真岡バイパス（真岡市荒町・御前交差点）

### 沿線にある施設など
- 道の駅ましこ（芳賀郡益子町大字長堤）